# Synen på barn genom tiderna
Synen på barn genom tiderna har varierat mellan olika kulturer och även inom kulturerna. Generellt har dock utvecklingen gått från att se på barn som "små vuxna" till att barn betraktas som aktörer i sina egna liv och i samhället. Förr betraktades barndomen enbart som en transportsträcka till vuxenlivet, medan barndomen senare istället kan ses som en viktig fas i livet. Barn har alltid betraktats som beroende av de vuxna och de beskrivs ofta i relation till de vuxna. Men mot bilden av barn som beroende (och sårbara) finns också bilden av barn som egna aktörer. Denna bild började först ta form på 1970-talet som ett led i den inomsociologiska kritiken mot socialisationsbegreppet. Senare har den tagits upp och vunnit popularitet genom barndomssociologin, som etablerades under 1990-talet inom den samhällsvetenskapliga forskningen om barn och unga.